# WOWOW
株式会社WOWOW（ワウワウ、英: WOWOW INC.）は、日本全域を放送対象地域とする衛星基幹放送事業者。
日本初の有料放送を行う民放衛星放送局として開局。2024年4月現在、フジ・メディア・ホールディングス、TBSホールディングスの持分法適用関連会社となっている。
コーポレートメッセージは「見たい、の先へ。」。

## 概要

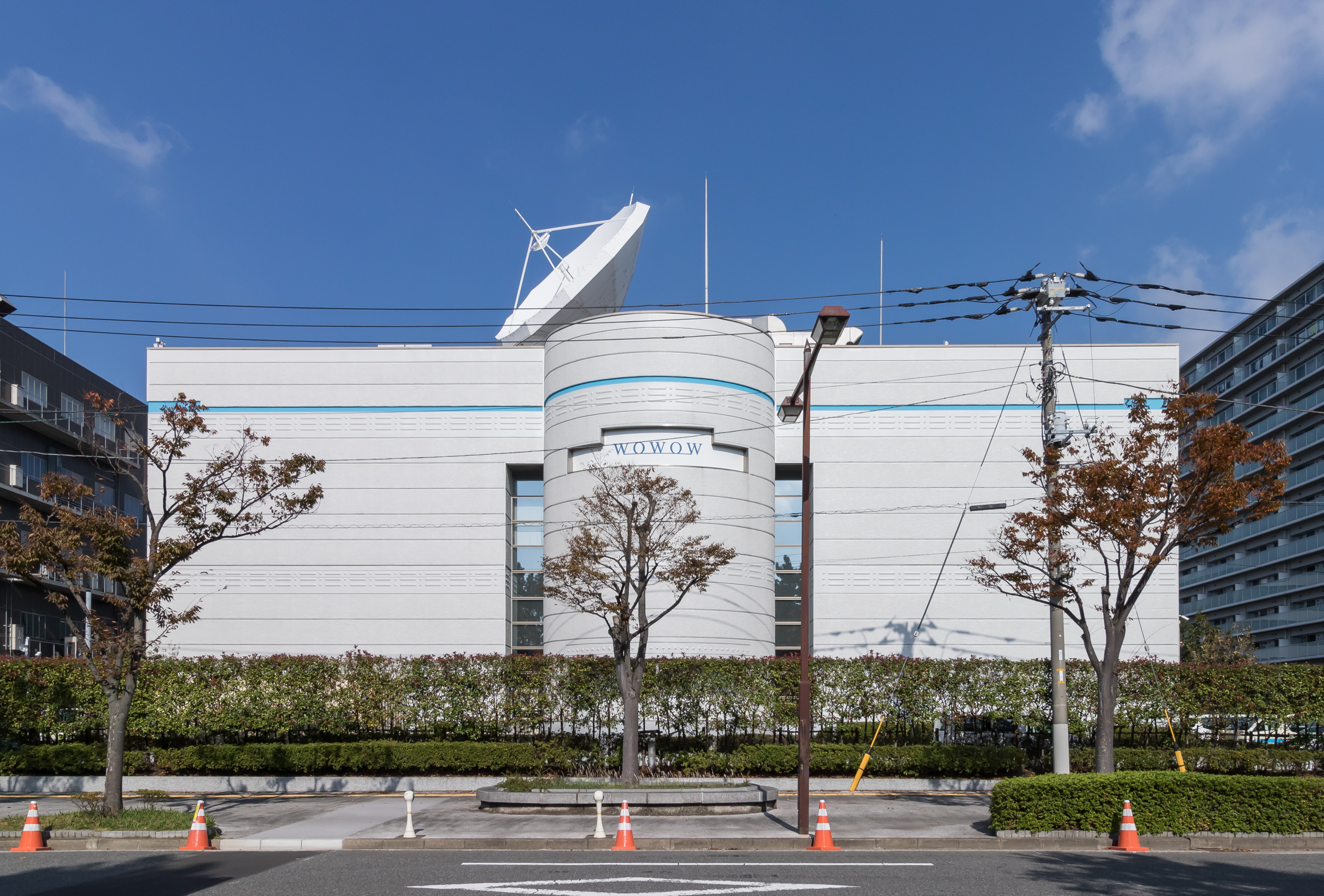
江東区辰巳にあるWOWOW放送センター

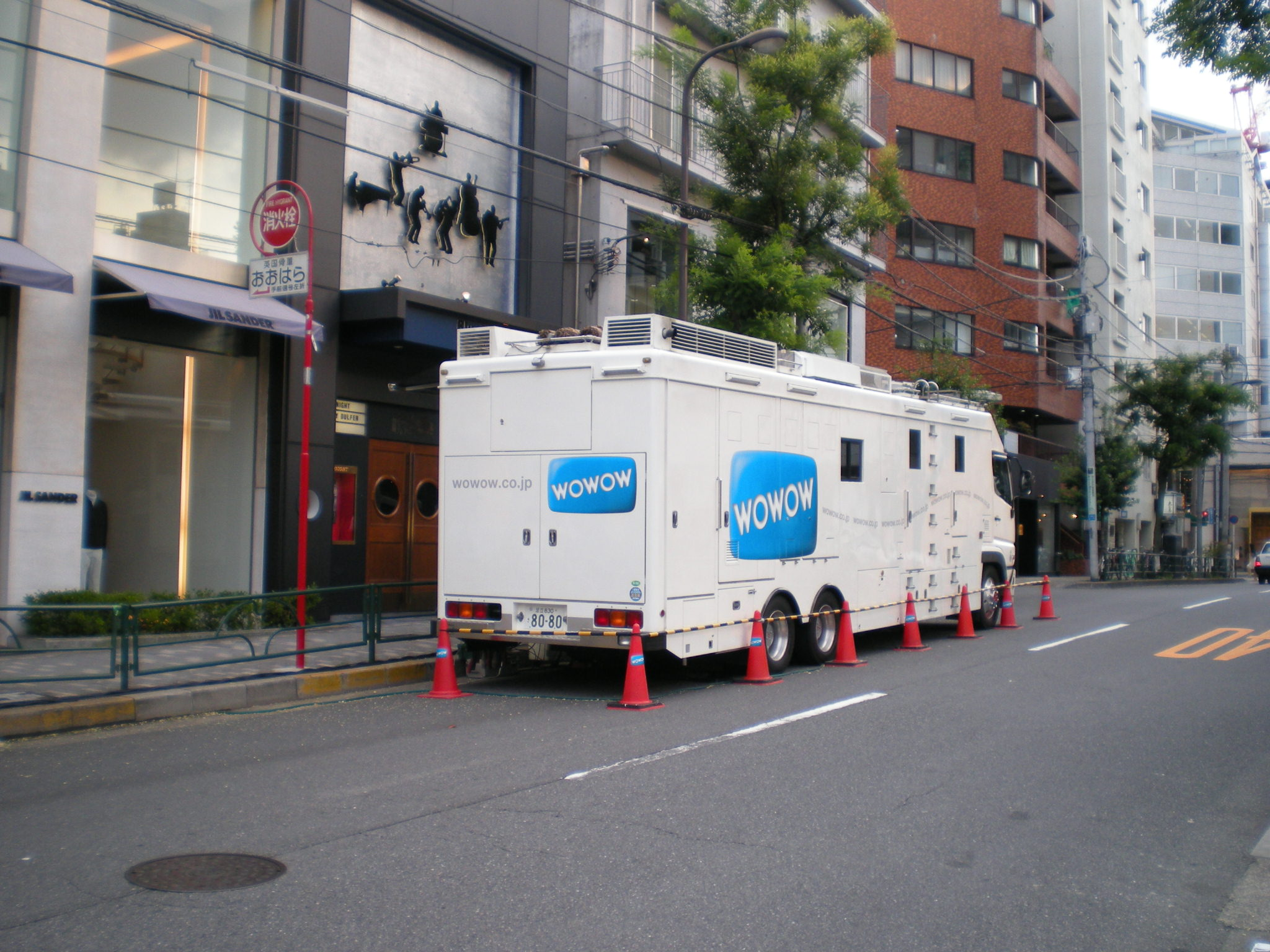
WOWOWの中継車

1991年（平成3年）に放送衛星を日本放送協会（NHK）などと区分保有して放送する民放局として開局。その後に開局した地上波キー局系のBSデジタル放送事業者と異なり、開局時から視聴料が必要な有料放送を行っている。そのため、リーガ・エスパニョーラ（スペインサッカー）やUEFA欧州選手権、ジャパンコンソーシアム共同制作によるFIFAワールドカップ、クエスト～探求者たち～（本放送のみ）、及び後述のノンスクランブル（無料）放送以外はCMを流さない。
局名のWOWOWは、英語で驚きや喜びを表すWOWを2つ重ね、3つのWはWorld Wide Watchingを意味するとしてつけられた。1991年の開局当初のコンセプト「5つのS」は、スクリーン（映画）、サウンド（音楽）、ステージ（演劇）、スポーツ、ショッピングだった。その後、ショッピング番組を縮小したものの、映画や外国サッカーなどのスポーツ中継を中心に編成する基本方針は一貫している。
天気予報は月曜 - 土曜の朝などに放送されており、ニュースやワイドショーなどの情報番組は、1991年の開局時からは、平日7時に小林克也司会のワイドショー番組『WOWOW TODAY』を、平日11時台に民放各局の昼のニュースを放送していた。番組終了後の空白期間を経て、2011年10月からは『ザ・プライムショー』などが定期的にノンスクランブル放送されている。一部のスポーツ中継や音楽・舞台中継などでは生放送も行われている。
アニメ番組を中心とする一部番組では、番組スポンサーがWOWOWから放送枠を買い取ってノンスクランブルの無料放送を行っており、番組中にCMが流されるものがある（WOWOWアニメを参照のこと）。TOEFL受験対策番組であるPOKKA PRESENTS PRACTICE FOR THE TOEFL TESTを飲料メーカー、ポッカコーポレーション（現：ポッカサッポロフード&ビバレッジ）がスポンサーとなりノンスクランブル放送を行っていた。
不定期で地上波各局でCMを放送するが、2007年と2015年の全国高校野球選手権大会中継で同業のBS朝日放送の番組で、また2009年にはBS日テレが行うプロ野球中継でも中継協賛スポンサーとしてCMを提供した。このほかテレビ朝日の『報道ステーション』の番組スポンサーも一時期務めたことがある。更に、2009年10月9日深夜（10月10日未明）0時から0時54分まで「WOWOW SPECIAL 松任谷由実コンサートツアー2009 TRANSIT」を在京民放系BS5局で同時放送した。これは10日に国立代々木競技場などで行われるイベント「WOW FES」のキックオフイベントとして開催されたもので、同イベントへの来場とWOWOW加入の宣伝を目的として同業の在京民放系BS5局とコラボレーション・同時放送が行われた。
2007年11月以降、事業形態が、委託放送並びに電気通信役務利用放送（衛星役務利用放送）事業者となり、送信施設は放送衛星システム（B-SAT）が保有する放送衛星及び、JSAT（現・スカパーJSAT）が保有する通信衛星となっている。2011年6月の放送法改正により、委託放送は衛星基幹放送、衛星役務利用放送は衛星一般放送へそれぞれ移行している。
また、地デジ難視対策衛星放送（衛星セーフティネット）における視聴制御管理業務、契約者管理業務、利用者電話対応をデジタル放送推進協会から受託していた。
後述の通り、2009年10月よりリモコンの色ボタンで選局出来るようになったが、これは当局が最初に導入した。その後NHK BS1→NHK BS、放送大学、キー局系BS局でも実施するようになった。

## 沿革
- 1984年（昭和59年）12月25日 - 放送衛星「ゆり3号」（BS-3）による放送免許申請を経団連主導で一本化し、193社の出資により日本衛星放送株式会社（略称：JSB）設立[10][11][12][13]。
- 1989年（平成元年）11月 - 愛称をWOWOWとする（但し、放送上の権利クレジットでは「JSB日本衛星放送」表示、その後、WOWOWのロゴムービーを流す形を取る）。
- 1990年（平成2年）
  - 11月29日 - 試験放送ながら、プレ開局スペシャルとして「日米双方向コール・イン・ショー 宇宙テレビが世界を変える」を午前9時から24時間生放送。当日は日本の国会開設100周年に当たることから、参議院本会議場で行われた「議会開設百年記念式典」の模様を生中継したほか、小沢一郎・後藤田正晴ら政治家が登場し、米国C-SPANのスタジオと繋いでの討論などが行われた。司会は木村太郎、加藤由紀子。
  - 11月30日 - 開局。放送衛星「ゆり3号a」を用いてサービス放送を開始（BS-3ch）。
    - 11時45分より社長挨拶を放送したのち、12時よりサービス放送の番組を開始。ノンスクランブル放送。
    - サービス放送開始初の番組は「TVがTVでなくなる日『What's WOWOW』」、その後の番組は映画「マーシェンカ」。ただし冒頭でVTRにトラブルが発生し、一時映像が中断した[注 2]。
    - 当初は1日につき12 - 14時間程度行われ、本放送開始直前の2・3月にはスクランブル放送の配信テストが行われた。
- 1991年（平成3年）
  - 4月1日 - アナログでの本放送を開始[注 3]（放送開始時の呼出符号（コールサイン）はJO33-BS-TV、呼出名称は JSBえいせいテレビジョン）。
    - 本放送開始から1992年6月までは、平日の朝時間帯はノンスクランブル放送で、音楽、情報番組やアニメの再放送などを放送していた。そのほか、在京民放各局から交代で昼ニュースの供給を受け、オープニングタイトルに全国向け提供スーパーが乗る場合は元素材に差し替えて（背景にクロマキー処理を予定しているものは処理せずそのまま）、さらにCMは自局番組のPRへの差し替えで放送されていた。
    - 4月中旬に地球による「食」が終了した後より24時間放送が行われている。しかし、3月に発生した「ゆり3号a」の太陽電池のトラブルがあり、季節や時間帯によってはNHKを含む3チャンネル分の電波が供給できない事態となり、同年7 - 8月の一時期は平日は10:05 - 26:00、土曜日は8:05 - 26:00、日曜日は8:05 - 24:30の放送で早朝・深夜放送を一部休止していた。

  - 10月25日 - 同年8月に打ち上げに成功した放送衛星「ゆり3号b」を用いてBS-5chでの放送開始（11月17日までは「ゆり3号a」のBS-3chとサイマル放送。11月17日24:00をもってBS-3chでの放送を終了し、BS-5chのみの放送となる。）。
  - 24時間放送であるが、1997年（平成9年）のBSAT-1に移行するまでの間は地球による「食」（放送衛星と太陽との間に地球が入り、その影に覆われて充電用電力の供給源である太陽光が遮られる状態）が発生する2月 - 4月と8月 - 10月の一部期間は20時間放送（0:30 - 4:30休止）だった。さらに、年に不定期で（1 - 3回程度）月による「食」（放送衛星と太陽との間に月が入り、その影に覆われて太陽光が遮られる状態）で1 - 4時間程度放送休止していたことがあった（NHK-BS1、NHK-BS2も同様）。また不定期で送信機メンテナンスのため深夜放送を休止した（現在は火曜深夜=水曜未明に月数回行われている）。
- 1997年（平成9年） - 衛星放送局の呼出符号変更の実施により呼出符号をJO23-BS-TVに変更。
- 1998年（平成10年）4月 - CSデジタル放送プラットフォーム「ディレクTV」で「CS-WOWOWシネプレックス」「CS-WOWOWアリーナ」の放送開始（1999年（平成11年）6月終了）。
- 2000年（平成12年）12月1日 - 商号を株式会社ワウワウに変更[注 4]。同日11時、BSデジタル「デジタルWOWOW」の本放送を開始（デジタル放送ではWOWOWは委託放送事業者として放送。送信物理チャンネルはかつて同局が1991年（平成3年）11月17日までアナログ放送を行っていたBS-3chがBSジャパン（現：BSテレ東）とともに割り当てられた）。
- 2001年（平成13年）4月 - 東京証券取引所マザーズ市場に上場。
- 2002年（平成14年）4月 - 東経110度CS放送の委託放送事業者・CS-WOWOW、「WOWOW PPV」4チャンネルなど計6チャンネルを「プラット・ワン」で放送開始（2004年（平成16年）2月末をもって放送終了）。
- 2003年（平成15年）1月6日 - 商号を株式会社WOWOWと更正登記。
- 2004年（平成16年）
  - 5月 - 第三者割当増資実施。筆頭株主が三菱商事からフジテレビジョン（現：フジ・メディア・ホールディングス）に交代、東京放送（現：TBSホールディングス）が第3位株主となる。
  - 11月12日 - 東経110度CS放送のプラットフォーム「WOWOWデジタルプラス」サービス開始。
- 2005年（平成17年）
  - 9月30日 - BSデジタル・ラジオ放送を終了。
  - 10月1日 - インターネットラジオ局「AZステーション」（アズ・ステーション）を開始。
  - 12月5日 - ウォルト・ディズニー・テレビジョン・インターナショナル ジャパンと、劇場用映画、TVシリーズ、長編アニメーションを中心とした、複数年包括作品供給契約を締結（2021年9月8日に、動画配信サービスのDisney+において、新ブランドであるスターを開始するのに伴い、契約終了）[14]。
- 2006年（平成18年）
  - 10月 - 「WOWOWプレミアム・オンデマンド」を開始。
  - 12月1日 - CSデジタル放送プラットフォーム「スカイパーフェクTV!（現・スカパー!プレミアムサービス）」において電気通信役務利用放送（衛星役務利用放送）開始、チャンネルは330。
  - 12月31日 - WOWOWデジタルプラス終了。
- 2007年（平成19年）
  - 3月 - CS-WOWOW、清算を完了し解散。
  - 6月末日時点におけるデジタルWOWOWの加入者数がWOWOW（BSアナログ、スカパー!等）の加入者数を突破。
  - 11月1日 - アナログ放送が委託放送へ移行。アナログ放送の放送免許は廃止（廃局）に。
- 2008年（平成20年）
  - 4月1日 - 料金制度を改定。加入料が廃止される。
  - 5月9日 - デコーダーの新規販売を終了。これに伴い、デコーダー所持者の再加入・CATV・スカパー!を除くアナログWOWOWの新規加入受付を終了。
- 2009年（平成21年）6月10日 - 2011年（平成23年）以降に開始される新しいBSデジタル放送において、HDTV2番組・48スロット分を認定することが総務省より発表された[15]（送信物理チャンネルは同局がアナログ放送を行っていたBS-5chが割り当てられた）。
- 2010年（平成22年）
  - 6月1日 - スカパー!（スカパー!HD）でハイビジョン3チャンネルによるデジタルWOWOWの放送を開始。
  - 10月1日 - BSアナログ放送に「アナログ」表示付加開始。
- 2011年（平成23年）
  - 3月29日 - 東京証券取引所1部に市場変更。
  - 5月31日 - この日をもってアナログWOWOWの新規加入受付を完全終了。
  - 6月30日 - この日をもってアナログWOWOWの有料契約取り扱い終了。
  - 7月24日 - この日12時をもってアナログWOWOW（BSアナログ放送、スカパー!・Ch.330）の放送を終了。
  - 9月14日 - この日0時30分をもってBS191chでのマルチ編成放送を終了。以降、BS191chはハイビジョン専用チャンネルに[16]。
  - 9月21日 - この日から、BS192chとBS193chでハイビジョン画質によるサービス放送（無料放送）を開始[16]。
  - 9月26日 - BS191ch - 193chの受信機局名表記を「WOWOW」・「WOWOW2」・「WOWOW3」から「WOWOWプライム」・「WOWOWライブ」・「WOWOWシネマ」に、受信機表示アイコンを2代目ロゴの「WOWOW」から3代目ロゴの「WOWOW」による各chロゴにそれぞれ変更。
  - 10月1日 - 10時、BSデジタル放送でハイビジョン3チャンネル放送（「WOWOWプライム」、「WOWOWライブ」、「WOWOWシネマ」）を開始[注 5]。同時に、各チャンネルでチャンネルロゴ表示[注 6]の常時表示[注 7]も開始。

- 2012年（平成24年）

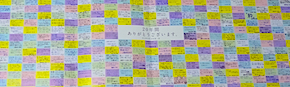
開局20周年 社員手書きの感謝のメッセージ
20年間加入している視聴者へ贈られた

  - 7月3日 - スマートフォン・タブレットPC向けビデオ・オン・デマンドサービス「WOWOWメンバーズオンデマンド」を開始[17]。
  - 12月17日 - 「WOWOWメンバーズオンデマンド」のパソコン向け配信を開始[18]。
- 2013年（平成25年）
  - 4月30日 - WOWOWの動画コンテンツの一部を無料で配信する新サービス「W流 by WOWOW 」を開始。
  - 9月30日 - WOWOW渋谷ステーションが閉館。
- 2014年（平成26年）
  - 1月31日 - フジ・メディア・ホールディングス（FMH）は、2013年12月2日付で東芝が保有していたWOWOW株式70万株を取得。さらに、同年12月24日にWOWOWが自己株式92万6,400株を取得したことにより、FMHの保有比率は15.87%に上昇し、WOWOWはFMHの持分法適用関連会社となった。
  - 2月13日 - 東京放送ホールディングス（TBSHD）は、2014年2月6日付で株式公開買付けを通じてWOWOW株式70万株を取得。これにより、TBSHDの保有比率は15.54%に上昇し、WOWOWがTBSHDの持分法適用関連会社となった。
- 2017年（平成29年）
  - 3月31日 - アクトビラの発行済み株式をパナソニックとソニーネットワークコミュニケーションズから取得した上で、アクトビラによる第三者割当増資を引き受け、75.7%の株式を保有し子会社とする[19]。
  - 4月3日 - IMAGICAティーヴィ（現・WOWOWプラス）の発行済み全株式をイマジカ・ロボット ホールディングス（現・IMAGICA GROUP）から取得し、子会社とする[19]。
  - 8月22日 - 子会社となったアクトビラの協力の下、ハイブリッドキャストを活用した4Kサイマル配信の実証実験を実施[20]。
- 2018年（平成30年）
  - 10月1日 - ネット同時配信トライアルサービス開始。
  - 12月1日 - ネット同時配信本サービス開始[21]。
- 2019年（平成31年・令和元年）
  - 2月18日 - 定額制動画配信サービスのParaviを介してのWOWOWの契約・販売を開始。テレビ無しでも一部番組を除くWOWOWの放送を視聴できるようになった[22]。
  - 10月25日 - 直販と並行して、スカパー!を介してのWOWOWの契約・販売を開始。放送チャンネルは直販と同じBS191-193ch。またスカパー!を通した契約の場合、スカパー!の基本料（390円（税込429円）/月）が必要となる。
- 2021年（令和3年）
  - 1月13日 - 動画配信サービス「WOWOWオンデマンド」のサービスを開始。BSの契約が無くても同サービスが利用でき、NTTドコモ・KDDI（au）・ソフトバンクの携帯電話キャリア決済にも対応している[23][24]。それに伴い、ParaviでのWOWOWの契約・販売を同日朝に終了した[注 8][25]。
  - 3月1日 - 2018年12月1日の一斉開局[注 9]から3年遅れて、新4K8K衛星放送「WOWOW 4K」開局。当初は2020年（令和2年）12月1日での開局をアナウンスしていたが、新型コロナウイルス感染症（COVID-19）の流行拡大の影響で、延期されることとなった[26]。なお、2Kサービスと同じ「9」のリモコンキーIDは他局の4K放送開始時点で予約済み。また、2Kサービス3波の付帯サービスとして扱われるため、WOWOW 4Kの単体販売は行われず、追加の視聴料も生じない。
- 2022年（令和4年）
  - 2月1日 - 番組の時間表記をこれまでの「午前（4:00 - 11:59）」、「午後（12:00 - 17:59）」、「夜（18:00 - 23:59）」、「深夜（0:00 - 3:59）」から「午前（0:00 - 11:59）」、「午後（12:00 - 23:59）」に変更[27]。
  - 4月 - 東京証券取引所プライム市場に移行。
- 2023年（令和5年）
  - 9月22日 - 一部の自社制作番組について、民放公式の無料動画配信サービス「TVer」での見逃し配信を開始[28]。
  - 12月1日 - パラマウント・グローバル並びにJCOMとの協業でParamount＋を展開[29]。
- 2024年（令和6年）
  - 4月2日 - ABEMAと協業し、同サービス向けの新プラン「ABEMA de WOWSPO」の提供を開始。同プラン加入者にWOWOWのスポーツコンテンツ[注 10]を供給する[30]。
  - 10月22日 - 新しい放送事業者が開局することに伴うBS帯域再編に伴い、WOWOW 4Kにおける物理チャンネルをBS-12chからBS-8chに移動[31][32]。移動前までの中間周波数は、無線LAN、Bluetooth、電子レンジなどの2.4GHz帯との電波干渉が報告されていた[33][34]。
- 2025年（令和7年）2月28日 - この日の24時をもって「WOWOW 4K」が放送を終了・閉局[35][36]。

## チャンネル内訳

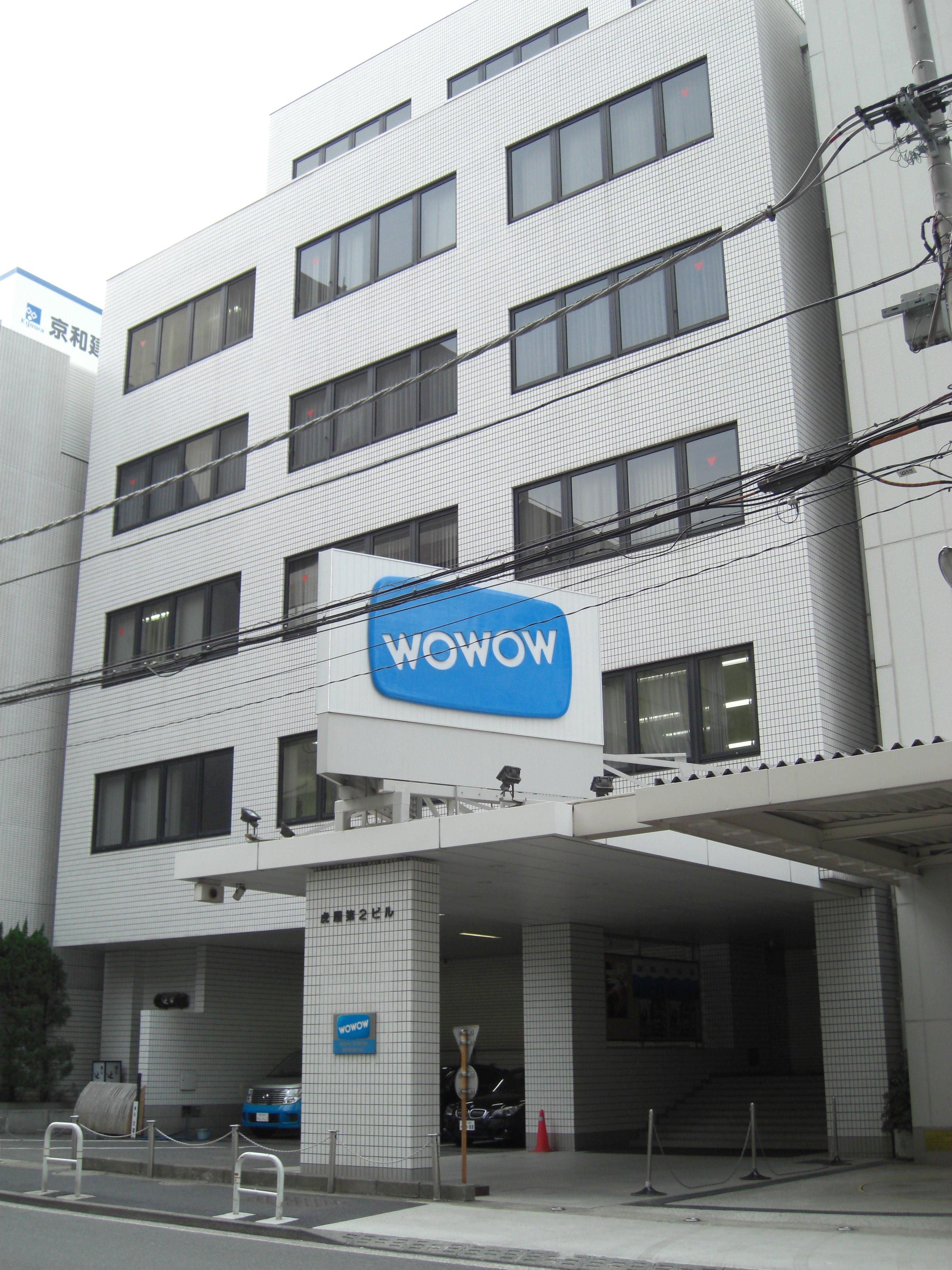
1996 - 2008年に使用していた、以前のWOWOW本部（港区元赤坂 虎屋第2ビル、2008年撮影）

### テレビ放送
BSデジタル放送が開始された2000年12月1日よりBSアナログ放送が終了した2011年7月24日までは、BSデジタル放送（およびCSでのハイビジョン放送）は「デジタルWOWOW」、BSアナログ放送（およびCSでの標準画質放送）は「アナログWOWOW」と区別されていた。画面右上の「アナログ」の表示は2010年10月に開始した。

#### BSデジタル放送
論理チャンネル枠は、テレビ放送 が「19x」、データ放送が「79x」、ラジオ放送（終了）が「49x」。テレビ放送のリモコンキーIDは「9」。
テレビ放送は、Ch.191 - Ch.193が使用されている。BSアナログ5chは原則としてCh.191とサイマル放送を行っていた。ケーブルテレビ局向けの再放送（アナログ時代も含む）もこの方式を採用している。
2011年9月13日までは、Ch.191でハイビジョン放送を行わない時間帯は、Ch.192、Ch.193も使用して標準画質放送で3チャンネル分割放送（マルチチャンネル編成）を行っていた。2009年10月1日より、マルチチャンネル編成時はWOWOWのチャンネルを視聴中にリモコンの色ボタン（青●＝Ch.191、赤●＝Ch.192、緑●＝Ch.193）を押すとそれぞれのチャンネルが選局可能となった。
ハイビジョン放送もしくは5.1ch音声放送を行う場合、番組開始直前にそれらを表すイメージCGが流され、映画や一部のアニメ作品ではさらに5.1chのロゴ（四角形の中に5.1）が左下に表示。このうち、5.1chのイメージCGは後述のプライム・ライブ・シネマのハイビジョン3チャンネル移行後も継続されている。
BSデジタル開始当初はWOWOW3でPPVが行われていたが、2002年4月に開局したCS-WOWOW（東経110度CS放送プラット・ワン）に移行した（2004年2月放送終了）。2023年9月より後述のWOWOWオンデマンドにてPPV配信を開始している。
2011年10月1日より、BSデジタル放送においてハイビジョン3チャンネル放送を開始した。これに合わせてチャンネル名も「WOWOWプライム」●、「WOWOWライブ」●、「WOWOWシネマ」●に変更された。「WOWOWプライム」はメインサービス（代表サービス）であることからフラッグシップチャンネルに位置付けられ、BSで「9」ボタンを押した場合にはこのチャンネルが選局される。各24スロット×3ch＝計72スロットを使用しており、2Kサービスの衛星基幹放送事業者では最多のスロットが割り当てられている。その上4K8K衛星放送開始前の帯域再編（＝1chあたりのスロット削減）に応じなかったため、4K本放送開始後も3チャンネルとも1920×1080ピクセルの解像度は維持されたものの、その代わりに自局の4Kサービスには右旋円偏波（奇数チャンネル）の周波数が割り当てられず、左旋円偏波の12chから40スロットが割り当てられることになった。
2021年3月1日より、新4K8K衛星放送「WOWOW 4K」を開始した。2018年12月のBS4K放送開始から2年以上遅れての開局となったが、2Kサービスと同じ「9」のリモコンキーIDは他局が4K放送を開始した時点で予約済みである。開局に合わせて4Kマスターを導入しており、HDRでの放送も対応している。2023年6月、総務省に対してBS右旋円偏波（4K放送）の申請を行ったが、後に取り下げた。
2024年9月27日、他の動画配信サービスとの競争激化などによる経営資源の配分見直しの一環として、2025年2月28日で「WOWOW 4K」を閉局し、4K放送から撤退することを発表した。

#### スカパー!プレミアムサービス（光含む）
2010年6月1日よりスカパー!HD（現・スカパー!プレミアムサービス）でもデジタルWOWOWを放送開始。BSデジタル放送に先がけてハイビジョン3チャンネル放送を実施。マルチ編成非実施時は3チャンネルとも同じ番組編成であった。
2011年4月1日より光放送のスカパー!プレミアムサービス光（有線一般放送事業者はオプティキャスト：現・スカパーJSAT）でもハイビジョン3チャンネル放送を開始。
2016年12月1日より、スカパー!プレミアムサービスの衛星一般放送事業者が同サービスの全テレビチャンネル一斉にスカパー・ブロードキャスティングからスカパー・エンターテイメントに変更。
チャンネル番号はCh.621・622・623で、プライム・ライブ・シネマの並びはBSデジタル放送と同じ。
「WOWOW 4K」は放送されていないが、視聴料は変わらない。

#### ひかりTV
2010年10月1日よりIP放送のひかりTV（有線一般放送事業者はアイキャスト）で放送開始。BSデジタル放送の再放送として扱われるため、チャンネル番号はBSデジタル放送と同じ。
「WOWOW 4K」は放送されていないが、視聴料は変わらない。

#### BSアナログ放送・スカパー!SD
BSアナログ放送の5chで放送されていた。CSデジタル放送のスカパー!SD（後のスカパー!プレミアムサービス（標準画質））のCh.330でもサイマル放送を行っていた。
ステレオ放送を示すマークの画面表示はアナログ放送のみ表示されていた（映画・ドラマ・バラエティ番組の放送時のみ）。
デジタルWOWOWでハイビジョン放送もしくは5.1ch音声放送を行う場合、アナログWOWOWでも番組開始直前にそれらを表すイメージCGが流されていた。また、デジタルWOWOWのハイビジョン放送時は、16:9レターボックスサイズで放送されていた。
BSアナログ放送、スカパー!SDとも2011年7月24日に放送を終了。スカパー!SDでは正午に、BSアナログ放送では深夜0時に完全停波した。同年6月30日までにデジタルWOWOWに移行しなければ、同日付で強制解約となった。

### データ放送
BSデジタル放送のみで提供。サービス名称はWOWOWnavi（ワウワウ ナビ）。Ch.191では連動データ放送にて映画の詳細情報が提供される。
独立データ放送ではCh.791、792が割り当てられている。Ch.791は「WOWOWご案内チャンネル！」。ここでは動画や文字情報による番組案内が提供されるほか、双方向サービスによる加入手続きも可能である。放送開始当初は両チャンネルにて料理などの情報番組、VOWのような視聴者参加型番組も提供されたが、加入案内のみに縮小された。Ch.792は2021年4月現在「WOWOWオンデマンドご案内チャンネル！」。WOWOWオンデマンドについて紹介する画面が表示される。かつては「WOWOWプレミアムナビ」で、インターネット回線につなぐことにより、詳しい番組案内を見ることができた。

### 動画配信
「WOWOWメンバーズオンデマンド」でテレビ会員を対象に無料の放送同時配信やビデオ・オン・デマンド配信を行っている。2021年1月13日からテレビ無しでもWOWOWの放送が視聴できる動画配信サービス「WOWOWオンデマンド」を開始した。

### 過去のサービス

#### ラジオ放送
サービス名称はWOWOWwave（ワウワウ ウェーブ）。Ch.491（WOWOWwave1：ワウワウ ウェーブ・ワン）では映画音楽番組やエンターテインメント情報番組、ヒットチャート番組などを、Ch.492（WOWOWwave2：ワウワウ ウェーブ・ツー）ではAORなど大人向けの音楽番組や本の朗読番組、落語などをBSデジタル放送で提供していたが、2005年9月30日をもって終了した。

## 放送の仕組み

### 限定受信方式
有料放送を行うため限定受信方式を採用しており、一部無料放送の時間を除いて、信号にはスクランブル処理を施している。レギュラーの無料放送番組の場合は、通常の民放と同じスポンサーを設け番組の合間にコマーシャルを入れている。また番組の合間で行なわれている番組案内や天気予報も無料で見られる。
BSデジタル放送では、B-CASカード・ACASチップに記録された暗号鍵を利用する（詳しくは、B-CASの項目を参照。）。有料放送が行われている時間帯は、有料契約者以外は映像が遮断され、データ放送の加入案内のチャンネル（Ch.791）への誘導がなされる。なお、有料放送はカードまたはチップに対しての解除信号が送られているため、B-CASカードの場合はカードを差し替えることで利用できる機器を切り替えられる。
スカパー!プレミアムサービスでは、専用チューナー付属のICカードで契約情報が管理される。なお、B-CASカードと異なりプレミアムサービスのICカードにはチューナー機器情報が含まれているため、他の機器に差し替えての利用はできない。
BSアナログ放送では、従来の受信機にBSデコーダーと呼ばれる専用の復号装置をFM検波端子とビットストリーム端子で接続すれば視聴できた。このBSデコーダーは加入者ごとに付与されて送信される暗号鍵情報に基づいてスクランブルの解除が行われる。スクランブルはコアテック方式で、音声は遮断されるが、画像は意図的に画面を分割し、モザイクに近い状態のかく乱映像が映される。なお、BSアナログ放送は地上波アナログ放送と同じく2011年7月24日に終了し、それに先駆けて2008年5月9日でBSデコーダーの新規購入受付を終了した。更にデコーダー所持者の再加入及びCATV・スカパー!による加入も2011年5月31日を以て受付を終了した。

### レイティング
WOWOWでは映倫規定に基づいて、番組に指定を受けた作品のレイティング（→映画のレイティングシステム）の表示がなされている。また映倫の年齢制限指定を受けていない作品でもPG12指定相当（例：デトロイト・メタル・シティ）またはR15+指定相当（ポルノ映画など）と表示されることがある（R15+指定を受けていてもR15+指定相当とされる映画もある）。

### コールサインの遍歴
BSデジタル放送のWOWOWについては、受託放送事業者→基幹放送局提供事業者の放送衛星システム（B-SAT）が一括して管理・コールサイン保有・送信している関係から、委託放送事業者→衛星基幹放送事業者として放送を行っているため、WOWOWを含む全てのBSデジタル放送局に対する単体のサインは割り当てられていない。
BSアナログ放送については、2007年10月31日まではWOWOWが送信業務を実施していた為に、WOWOW単体でのサインが割り当てられていた。このサインは放送を発信する衛星によって割り当てられたサインが異なっていた。
1. 1990年（ゆり3号a→1991年10月からゆり3号b使用）JO33-BS-TV ※この時、衛星デジタル音楽放送（セント・ギガ）とチャンネルを共有していることからJO33-BS-TAMのコールサインを保有していた。
2. 1997年（BSAT-1使用）JO23-BS-TV ※同じくセント・ギガ（→その後ワイヤービー（クラブコスモ）を経てWorld Independent Networks Japanに移行）もチャンネルを共有していたのでJO23-BS-TAM1（データ放送は末尾4文字がTDM1）となっていた。

2007年11月1日からは、BSアナログ放送の送信業務もB-SATへ委託となり、WOWOWは委託放送事業者となった為、WOWOW単体でのサインは廃止された。
なおJO33-BS-TVは、BS-17chの地デジ難視対策衛星放送用として、BSデジタル標準テレビジョン受託放送を行うB-SAT所属の放送衛星局（BSAT-3aならびにその予備衛星使用）に再割当されていた。

### 新聞番組欄の扱い
WOWOWの新聞における番組表での扱いは、新聞社にもよるが「WOWOWプライム」（BS-191ch）は最終面のメインテレビ面、「WOWOWライブ」（BS-192ch）「WOWOWシネマ」（BS-193ch）は中面の第2テレビ・ラジオ面に掲載されることが多い。なお新聞社により、局名のカット表示では正式な3桁のチャンネル番号ではなく、「プライム」は単に「ch9」あるいは「ch9・青」、「ライブ」は「ch9・赤」、「シネマ」は「ch9・緑」と表記される場合がある。
これは2000年12月からデジタル放送では一部時間帯でチャンネル別編成（上記参照）を行っていた名残であり、プライム・ライブ・シネマの色分けもそれを引き継いでいるためでもある。また、スポーツ紙、一部地方紙では収録スペースの都合上、デジタルの番組表（特にライブ・シネマ・4K）を載せていない新聞もある。

## 資本構成
企業・団体は当時の名称。出典：

### 概要
設立当初から地上波テレビ民放キー局5社が出資している。

### 2025年3月31日
出典:
| 資本金 | 発行済株式総数 | 株主数 |
| ------ | -------------- | ------ |
| 50億円 | 28,844,400株   | 32,997 |

| 株主                                                   | 株式数    | 所有割合 |
| ------------------------------------------------------ | --------- | -------- |
| フジ・メディア・ホールディングス                       | 5,925,000 | 20.96%   |
| TBSホールディングス                                    | 4,541,400 | 16.06%   |
| 日本テレビ放送網                                       | 2,616,400 | 9.25%    |
| 日本マスタートラスト信託銀行（信託口）                 | 1,984,800 | 7.02%    |
| 日本マスタートラスト信託銀行（退職給付信託口・電通口） | 910,000   | 3.21%    |
| 朝日新聞社                                             | 555,200   | 1.96%    |
| テレビ朝日ホールディングス                             | 346,000   | 1.22%    |
| テレビ東京                                             | 346,000   | 1.22%    |
| 日本経済新聞社                                         | 346,000   | 1.22%    |
| 読売新聞東京本社                                       | 346,000   | 1.22%    |

## 番組
映画、スポーツ、音楽、ステージ、ドラマ、アニメ、そしてそれ以外が該当するエクストラの7分野に分けて放送している。

## 提供番組

### 現在
- 金曜ロードショー（日本テレビ系）（2017年4月 - 2019年3月、2023年4月 - ）

## スタジオ

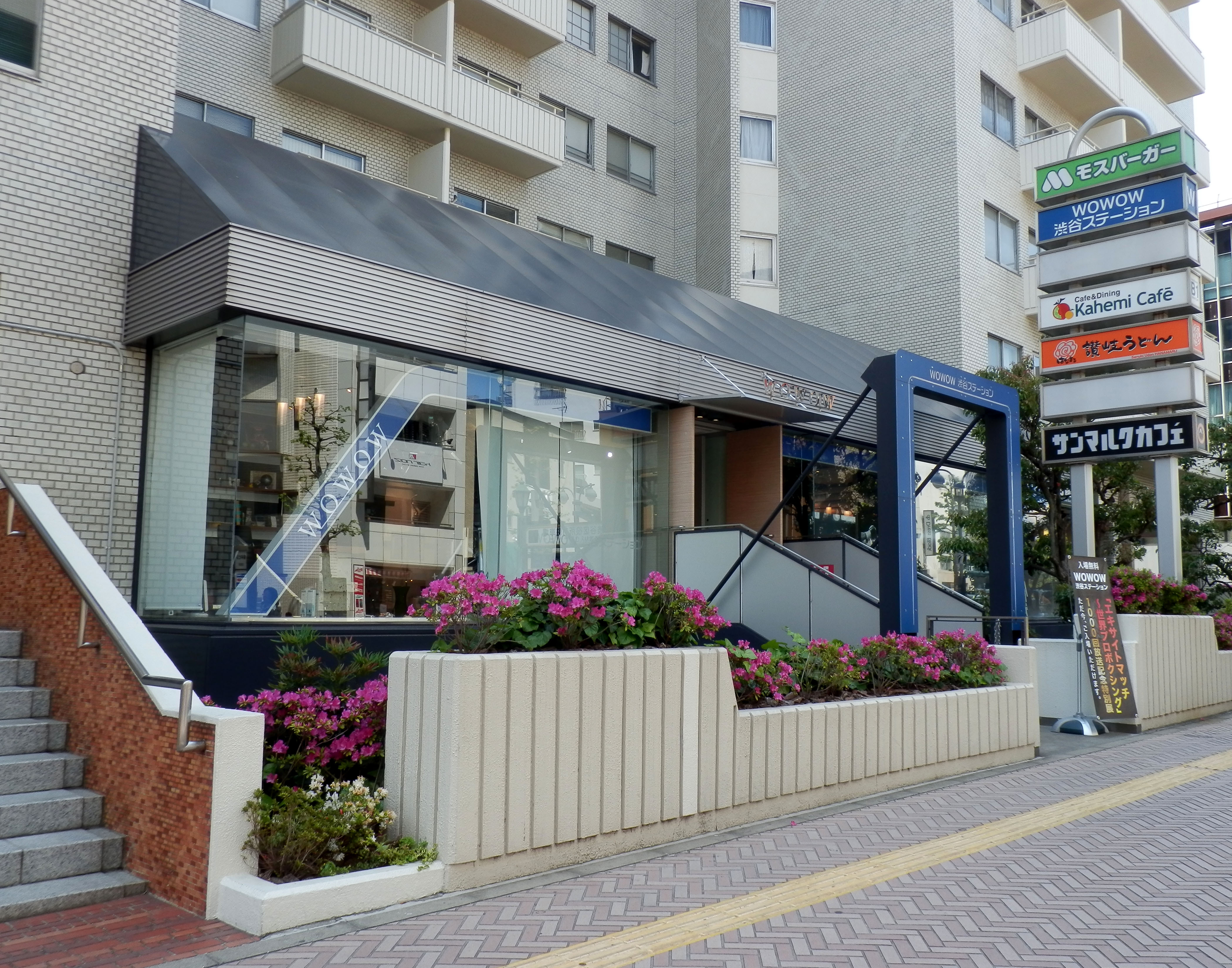
WOWOW 渋谷ステーション

- 放送センター

東京都江東区辰巳2丁目1-58
- WOWOW渋谷ステーション

東京都渋谷区宇田川町2-1、渋谷ホームズ内に所在したサテライトスタジオ。2011年10月から2013年9月30日まで設置されていた。「ザ・プライムショー」や、「WOWOWぷらすと」などの生放送や、他のWOWOWの番組の収録をするスタジオと、エンターテインメントに纏わるイベントを通じて、視聴者と繋がるためのコミュニケーションスペースを兼ねており、収録時以外は誰でも見学できた。スタジオ部分の面積はおよそ42畳である。

## 特別企画

### 無料放送の日
年に数回、WOWOW非契約者のうち衛星放送受信機器を所有している視聴者、またはWOWOWを再送信しているケーブルテレビ局に加入している視聴者に対し新規加入を促進する目的で、一定の時間帯だけ連続してノンスクランブル放送を行うことがある。1回の時期に1日のみの場合と土曜日・日曜日など2日連続実施の場合がある。
また、連続ドラマWやアニメプレミア、一部海外ドラマの連続シリーズ物、テニスの世界4大メジャートーナメントやLPGA（アメリカ女子ゴルフ）でも、近年通常放送の第1回目（テニス・ゴルフは初日生中継）に限って無料放送にする作品もある（無料放送一覧 参照）。
通常、無料放送を行うのは毎週火曜日24:00から26:00頃まで（日によっては28:00頃まで）の「無料でWOWOW！」とステーションブレイク（主に番組宣伝）、MUSIC BREAK、映画工房などのミニ番組、WEATHER CLIP（天気予報）のみである。なお開局初期のころは、平日（祝日と年末年始など特定期間を除く）の午前7時 - 12時までの5時間を無料放送として、情報番組や連続ドラマなどを放送していた。
特殊な例として、2002年・2006年のFIFAワールドカップでは、国際サッカー連盟（FIFA）との契約によりWOWOWで放送される試合すべてを無料放送で行った（デジタルのみ。アナログは別番組差し替え。なお通常一般企業のCMは放送されないが、この番組はジャパンコンソーシアム共同製作機構という枠組みであるため、JC共通協賛社のCMが放映される）。2010年のFIFAワールドカップでもWOWOWで放送される3試合すべてが無料放送となった（いずれも録画中継）。
随時行なわれるメンテナンスもノンスクランブルで試験電波を流している。ノンスクランブル実施時は画面上部に加入を促すメッセージが常時表示される（B-CASカードを抜くとメッセージを表示せずに視聴できる）。

### 年に1度の無料放送イベント
2009年より毎年秋には「WOWFES!」と題し、数日に渡りノンスクランブル放送とともに都内数箇所で連動イベントを実施する。
なお、2011年はハイビジョンマルチ編成開始及び開局20周年を記念した「WOWOW大開局祭」として実施。
2012年は「TOUCH! WOWOW」と題したイベントとなる。

### ディズニー月間
毎年11月に、ウォルト・ディズニー作の代表キャラクター「ミッキーマウス」が初めて映画に登場した月にあたることから、WOWOWではこの月を「ディズニー月間」と銘打ち、ディズニーのアニメーション映画を特集する。
2021年9月8日に、東北新社とスター・チャンネルは、ウォルト・ディズニー・ジャパンとの間でブランド・ライセンス契約を締結したため、2021年よりWOWOWではこの月を「ディズニー月間」と銘打ち、ディズニーのアニメーション映画を特集することはなくなった。

## アナウンサー

### 正社員・契約アナウンサー
- 柄沢晃弘（元TBSアナウンサー）
- 田中大士（テレビ神奈川から移籍）
- 横内洋樹（元山梨放送アナウンサー、元フットメディア所属フリーアナウンサー）

### フリーアナウンサー
- 市場里奈（元テレビ新広島アナウンサー、ジョイスタッフ所属）
- 宮脇美咲（元NHK福岡契約キャスター、FIRST AGENT所属）

### 元アナウンサー

#### 男性
- 岩佐徹（元フジテレビ、1988年9月1日に同局から一時出向、出向後も1998年から2005年9月まで契約アナウンサーとしてWOWOWの番組に出演）
- 久保田光彦（元テレビ東京）
- 宗宮修一（元東海テレビ、現在 編成局・著作権考査部）
- 高柳謙一（元朝日放送、現在はフリーアナウンサー）
- 安田敬一郎（元山陽放送）

#### 女性
- 池田真由美（現在はフリーアナウンサー）
- 今村知子（元静岡第一テレビ）
- 大久保涼香（元岩手めんこいテレビ、2011年4月より2年間）
- 大澤亜季子（セント・フォース所属、2010年4月より2年間）
名目上「WOWOW専属」とはなっていたが、並行してNHK高校講座「地学」進行役での出演（専属契約前に出演したものの再放送）があった。
- 荻野奈緒美
- 荻野仁美（元西日本放送、現在はフリーアナウンサー）
- 加藤由紀子（元北海道放送）
- 川又智菜美（元山陽放送、2021年4月より2年間、セント・フォース所属）
- 木村英里（元テレビ静岡、2012年4月より3年間、現在はフリーアナウンサー）
- 小林恵子（元新潟放送）
- 山藤美智（元札幌テレビ放送）
- 渋佐和佳奈（元東日本放送、ニチエンプロダクション所属、WOWOWでは契約アナウンサー）
- 竹内夕己美（元青森テレビ）
- 土田優香（元NHK福井・NHK仙台契約キャスター、2014年4月より1年間、FIRST AGENT所属）
- 土肥ゆきよ（元テレビ山口）
- 中島そよか（元山梨放送）
- 中野知美（元テレビユー福島・テレビ埼玉・JNNニュースバード、WOWOWでは契約アナウンサー）
- 福長英未（元NHK徳島契約キャスター、TBSスパークル所属、WOWOWでは専属契約）
- 増田美香（元とちぎテレビ、2018年4月から5年間、元ニチエンプロダクション所属フリーアナウンサー、現在はテレビ神奈川契約アナウンサー）
- 水本早苗（元山形放送）
- 安江真由美
- 吉年愛梨（元青森放送）